# Wang Ye

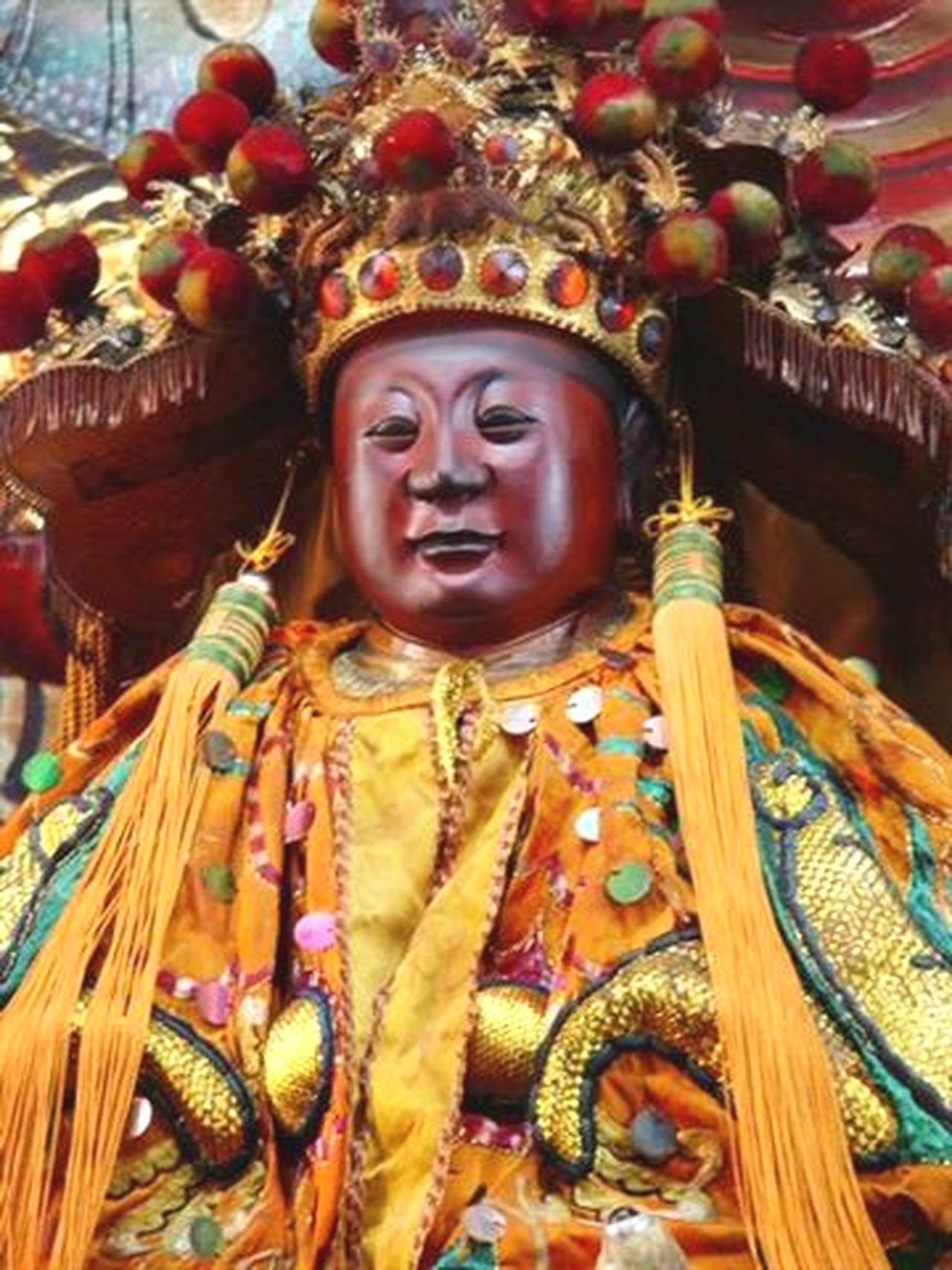

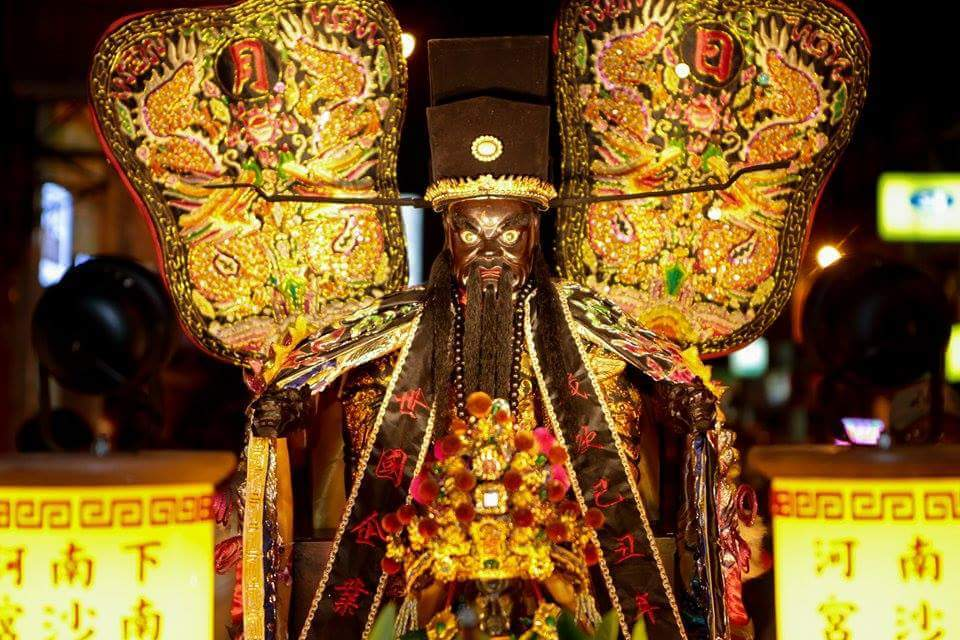

Les Wang Ye (王爺 wángyé « seigneur-prince/roi ») sont dans la religion des côtes sud du Fujian et de l’île de Taïwan, des émissaires divins de l’empereur céleste qui capturent les démons des maladies contagieuses et autres esprits maléfiques. Ils ont également avec le temps pris des fonctions de juges redresseurs de torts et de protecteurs des marins. Ils sont aussi nommés Qian Sui (千歲 « mille ans »), appellation honorifique des souverains. Selon Liu Zhiwan (劉枝萬), chercheur à l'institut d'ethnologie de l'Academia sinica, leur culte remonterait au moins à la dynastie Tang. 
Ils effectuent leur mission à l'occasion de tournées régulières (代天巡狩 dai tian xunshou: « tournée de chasse en mission céleste ») espacées de quelques années, qui donnent lieu à d'importantes fêtes locales. Leurs temples, qualifiés de « délégation de l'administration céleste » (代天府 daitian fu), peuvent abriter plusieurs d'entre eux (en général trois, cinq ou douze) car ils sont nombreux (360 selon la tradition). Ils sont désignés uniquement par leur nom de famille et se partagent 132 patronymes différents.

## Identité des Wang Ye
Les dieux de la religion chinoise sont le plus souvent des personnes à qui un culte est rendu après leur mort pour leur valeur exemplaire ou les conditions tragiques de leur décès ; il s'agit parfois aussi de fantômes ou démons enrôlés pour le bien par l'administration céleste. On trouve parmi les Wang Ye des démons des maladies élevés au rang de divinité, des génies locaux (dieu des montagnes etc.), des héros morts tragiquement, des descendants de Koxinga dont le culte indépendant était interdit par le gouvernement Qing et des patrons des arts du spectacle comme l'empereur Tang Xuanzong.
La tradition populaire leur prête encore d'autres identités : lettrés enterrés par le premier empereur Qin ou autres victimes de son règne, lettrés victimes des essais de magie taoïste de l'empereur Tang Xuanzong, lettrés tués par les Qing pour leur fidélité à la dynastie Ming, lettrés s'étant sacrifiés en se jetant dans des puits empoisonnés pour avertir la population de leur danger, lettrés ou fonctionnaires morts en déplacement.

## Fêtes

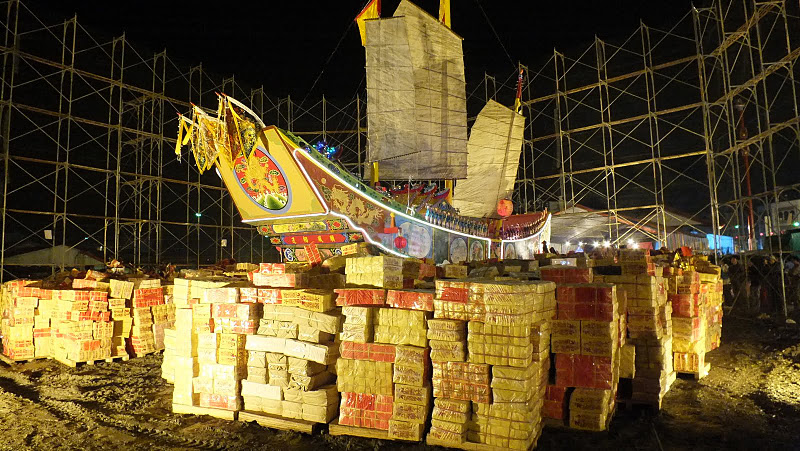
(2011).

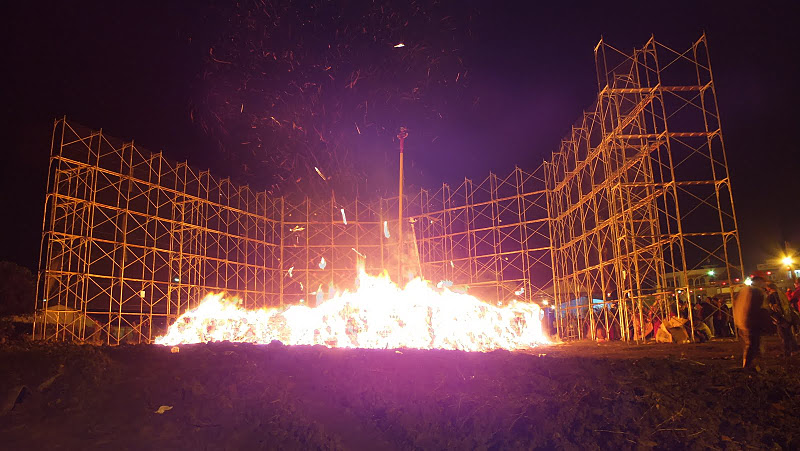
(2011).

Les fêtes organisées à l'occasion des tournées des émissaires célestes donnent lieu à un défilé de leurs statues en palanquin et des festins communautaires comme pour les autres divinités, mais parfois aussi à des démonstrations d'auto-mutilation de la part de médiums. L'aspect le plus caractéristiques de ces fêtes, qui s'est conservé sur les côtes du sud de Taïwan est, à l'issue des cérémonies, le renvoi vers le large des Wang Ye accompagnés des démons des maladies capturés dans une grande nef construite exprès, dans laquelle on a placé des vivres. Autrefois, si la nef abordait à un autre endroit de la côte, les habitants devaient à leur tour organiser des cérémonies avant de la renvoyer. Certains construisaient à cet endroit un temple dédiés aux Wang Ye. Quelquefois la nef est brûlée, comme à Donggang, Comté de Pingtung, où a lieu tous les trois ans la plus grande de ces cérémonies.